# ISO 3166-2:AZ
ISO 3166-2:AZ este o secțiune a ISO 3166-2, parte a standardului ISO 3166, publicat de Organizația Internațională de Standardizare (ISO), care definește codurile pentru subdiviziunile Azerbaidjanului (a cărui cod ISO 3166-1 alpha-2 este AZ).
În prezent, 11 orașe, 66 raioane și 1 republică autonomă au alocate coduri. Fiecare cod începe cu AZ-, urmat de două litere.

## Codurile actuale
Codurile și numele diviziunilor sunt listate așa cum se regăsesc în standardul publicat de Agenția de Mentenanță a standardului ISO 3166 (ISO 3166/MA). Faceți click pe butonul din capul listei pentru a sorta fiecare coloană.

### Republica autonomă
| Cod   | Nume subdiviziune |
| ----- | ----------------- |
| AZ-NX | Naxçıvan          |

### Orașe și raioane
| Cod    | Nume subdiviziune | Tip subdiviziune | În republica autonomă |
| ------ | ----------------- | ---------------- | --------------------- |
| AZ-BA  | Bakı              | oraș             | —                     |
| AZ-GA  | Gəncə             | oraș             | —                     |
| AZ-LA  | Lənkəran          | oraș             | —                     |
| AZ-MI  | Mingəçevir        | oraș             | —                     |
| AZ-NA  | Naftalan          | oraș             | —                     |
| AZ-NV  | Naxçıvan          | oraș             | NX                    |
| AZ-SA  | Șəki              | oraș             | —                     |
| AZ-SR  | Șirvan            | oraș             | —                     |
| AZ-SM  | Sumqayıt          | oraș             | —                     |
| AZ-XA  | Xankəndi          | oraș             | —                     |
| AZ-YE  | Yevlax            | oraș             | —                     |
| AZ-ABS | Abșeron           | raion            | —                     |
| AZ-AGC | Ağcabədi          | raion            | —                     |
| AZ-AGM | Ağdam             | raion            | —                     |
| AZ-AGS | Ağdaș             | raion            | —                     |
| AZ-AGA | Ağstafa           | raion            | —                     |
| AZ-AGU | Ağsu              | raion            | —                     |
| AZ-AST | Astara            | raion            | —                     |
| AZ-BAB | Babək             | raion            | NX                    |
| AZ-BAL | Balakən           | raion            | —                     |
| AZ-BAR | Bərdə             | raion            | —                     |
| AZ-BEY | Beyləqan          | raion            | —                     |
| AZ-BIL | Biləsuvar         | raion            | —                     |
| AZ-CAB | Cəbrayıl          | raion            | —                     |
| AZ-CAL | Cəlilabad         | raion            | —                     |
| AZ-CUL | Culfa             | raion            | NX                    |
| AZ-DAS | Dașkəsən          | raion            | —                     |
| AZ-FUZ | Füzuli            | raion            | —                     |
| AZ-GAD | Gədəbəy           | raion            | —                     |
| AZ-GOR | Goranboy          | raion            | —                     |
| AZ-GOY | Göyçay            | raion            | —                     |
| AZ-GYG | Göygöl            | raion            | —                     |
| AZ-HAC | Hacıqabul         | raion            | —                     |
| AZ-IMI | İmișli            | raion            | —                     |
| AZ-ISM | İsmayıllı         | raion            | —                     |
| AZ-KAL | Kəlbəcər          | raion            | —                     |
| AZ-KAN | Kǝngǝrli          | raion            | NX                    |
| AZ-KUR | Kürdəmir          | raion            | —                     |
| AZ-LAC | Laçın             | raion            | —                     |
| AZ-LAN | Lənkəran          | raion            | —                     |
| AZ-LER | Lerik             | raion            | —                     |
| AZ-MAS | Masallı           | raion            | —                     |
| AZ-NEF | Neftçala          | raion            | —                     |
| AZ-OGU | Oğuz              | raion            | —                     |
| AZ-ORD | Ordubad           | raion            | NX                    |
| AZ-QAB | Qəbələ            | raion            | —                     |
| AZ-QAX | Qax               | raion            | —                     |
| AZ-QAZ | Qazax             | raion            | —                     |
| AZ-QOB | Qobustan          | raion            | —                     |
| AZ-QBA | Quba              | raion            | —                     |
| AZ-QBI | Qubadlı           | raion            | —                     |
| AZ-QUS | Qusar             | raion            | —                     |
| AZ-SAT | Saatlı            | raion            | —                     |
| AZ-SAB | Sabirabad         | raion            | —                     |
| AZ-SBN | Șabran            | raion            | —                     |
| AZ-SAD | Sədərək           | raion            | NX                    |
| AZ-SAH | Șahbuz            | raion            | NX                    |
| AZ-SAK | Șəki              | raion            | —                     |
| AZ-SAL | Salyan            | raion            | —                     |
| AZ-SMI | Șamaxı            | raion            | —                     |
| AZ-SKR | Șəmkir            | raion            | —                     |
| AZ-SMX | Samux             | raion            | —                     |
| AZ-SAR | Șərur             | raion            | NX                    |
| AZ-SIY | Siyəzən           | raion            | —                     |
| AZ-SUS | Șușa              | raion            | —                     |
| AZ-TAR | Tərtər            | raion            | —                     |
| AZ-TOV | Tovuz             | raion            | —                     |
| AZ-UCA | Ucar              | raion            | —                     |
| AZ-XAC | Xaçmaz            | raion            | —                     |
| AZ-XIZ | Xızı              | raion            | —                     |
| AZ-XCI | Xocalı            | raion            | —                     |
| AZ-XVD | Xocavənd          | raion            | —                     |
| AZ-YAR | Yardımlı          | raion            | —                     |
| AZ-YEV | Yevlax            | raion            | —                     |
| AZ-ZAN | Zəngilan          | raion            | —                     |
| AZ-ZAQ | Zaqatala          | raion            | —                     |
| AZ-ZAR | Zərdab            | raion            | —                     |